# Xgrid
Xgrid ist ein Konzept des Grid-Computings und verteilten Rechnens, welches von der Firma Apple Inc. für das Betriebssystem Mac OS X entwickelt wurde. Die Lösung zeichnet sich durch einfache Konfigurierbarkeit und vollständig implementierten Support durch das Betriebssystem aus. Inzwischen gibt es auch Lösungen, mit denen sich auch andere Systeme in Xgrid integrieren lassen (z. B. Windows oder Linux).

## Grundlagen

Komponenten und Aufbau

Xgrid benutzt, wie beim Grid-Computing üblich, drei Komponenten:
- Xgrid Agent
- Xgrid Controller
- Xgrid Client

Der Agent läuft auf jedem Knoten im Cluster, also jedem Rechner, der seine Ressourcen zur Verfügung stellt, und nimmt die Aufträge entgegen. Der Controller steuert das Grid als zentrale Verwaltungseinheit. Der Client ist schließlich das Programm, welches die Grid-Ressourcen anfordert. Agenten lassen sich auf zahlreichen Betriebssystemen aufsetzen und in das Apple-Xgrid einbinden. Dazu existieren Updates für ältere Mac-OS-X-Systeme, Lösungen für Unix und Linux bzw. Java-Lösungen, die Betriebssystem-unabhängig sind und daher auch auf Microsoft-Windows-Betriebssystemen laufen.

## Hardware
Praktisch gesehen benötigt man an Hardware nichts weiter als einen Computer mit einer Netzwerkverbindung. Auf diesen Grid-Computern übernimmt eine Software das Lösen einer Teilaufgabe, die ein – in der Regel zentraler – Server zur Verfügung stellt. Dieser Server benutzt Software, die eine große Aufgabe in eine Anzahl von Teilaufgaben für alle Knoten im Grid aufspalten kann und die Teilergebnisse wieder zusammenfasst.

## Software
Die erste Implementierung dieser Idee erfolgte in OPENSTEP mit der Demoapplikation „zilla.app“. Alle notwendigen Komponenten sind in Mac OS 10.4 (Tiger) und 10.5 (Leopard) bereits vollständig im System integriert und müssen nur noch aktiviert werden (Agenten und Controller). Für ältere Mac-OS-X-Versionen (Panther) gibt es Updates für Xgrid. Alternative Betriebssysteme werden seit einiger Zeit durch Software von Drittanbietern unterstützt.